# Phrynus jalisco
Espèce
Phrynus jalisco est une espèce d'amblypyges de la famille des Phrynidae.

## Distribution
Cette espèce est endémique du Mexique. Elle se rencontre au Jalisco, au Colima, au Michoacán, au Nayarit et au Sinaloa,.

## Étymologie
Son nom d'espèce lui a été donné en référence au lieu de sa découverte, le Jalisco.

## Publication originale
- Armas, Guzman & Francke, 2014 : Una especie nueva de Phrynus (Amblypygi: Phrynidae) de México. Revista Iberica de Aracnologia, vol. 25, p. 3-7.